# Bistum Beja
Das Bistum Beja (lateinisch Dioecesis Beiensis, portugiesisch Diocese de Beja) ist eine in Portugal gelegene römisch-katholische Diözese mit Sitz in der Stadt Beja in der Region Alentejo.

## Geschichte
Vereinzelte Quellen lassen darauf schließen, dass es bereits in der Spätantike Bischöfe in Beja gegeben habe. Aus dem 6.–8. Jahrhundert sind weitere Bischofsnamen überliefert. In der Zeit der islamisch-maurischen Besetzung des Südens der Iberischen Halbinsel verlieren sich seine Spuren. Das neuzeitliche Bistum Beja wurde am 10. Juli 1770 durch Papst Clemens XIV. im Rahmen der Apostolischen Konstitution Agrum Universalis Ecclesiae aus Gebietsabtretungen des Erzbistums Évora errichtet und diesem als Suffraganbistum unterstellt.

## Bischöfe von Beja

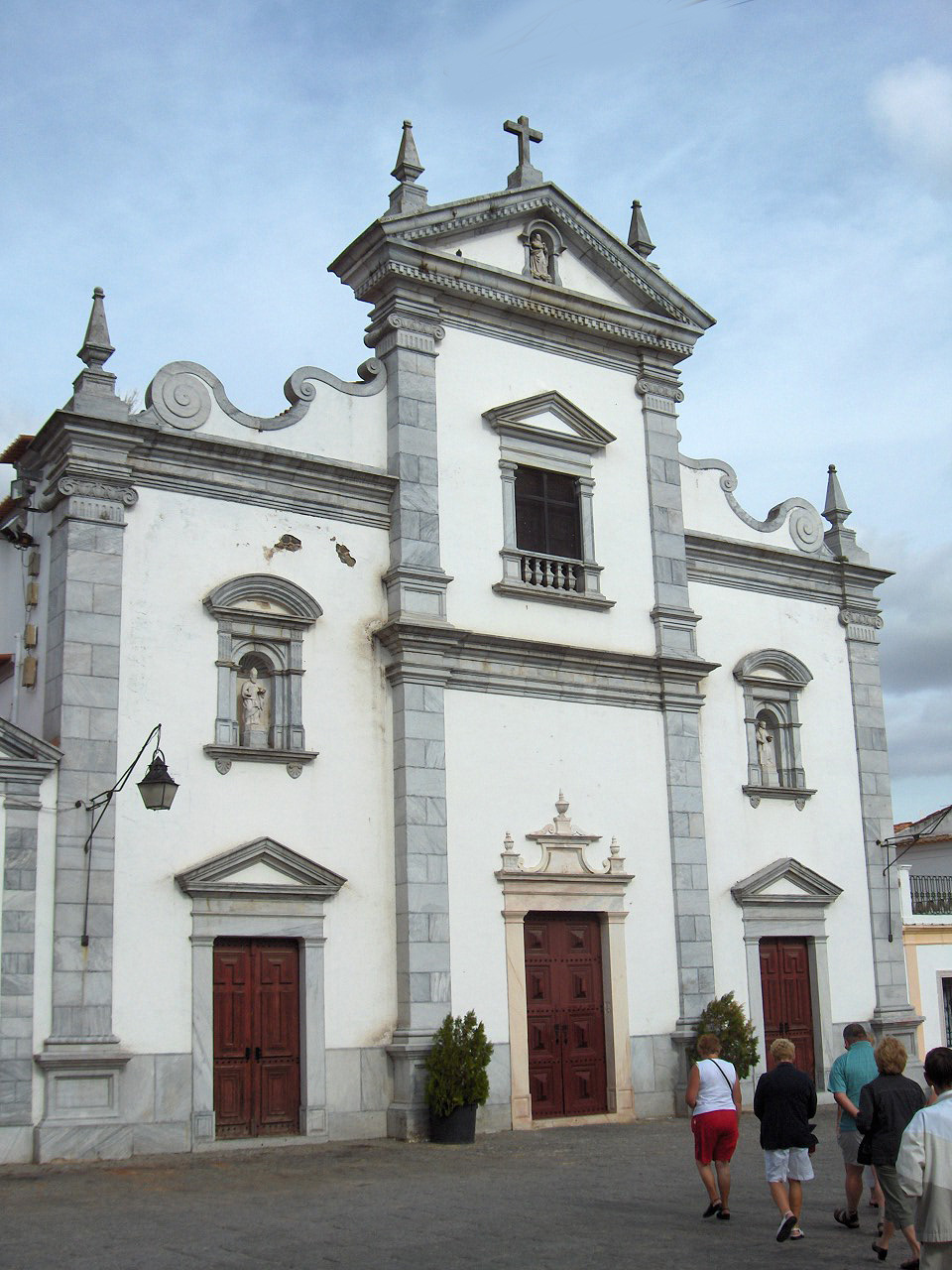
Kathedrale von Beja

- Manuel do Cenáculo Vilas Boas TOR, 1770–1802, dann Erzbischof von Évora
- Francisco Leitão de Carvalho, 1802–1806
- Joaquim do Rosário Vieira OFM,  1807–1808
- Luís da Cunha de Abreu e Melo, 1820–1833
- Manuel Pires de Azevedo Loureiro, 1844–1848
- José Xavier de Cerveira e Sousa, 1848–1859, dann Bischof von Viseu
- José António da Mata e Silva, 1859–1860, dann Erzbischof von Évora
- Antonio da Trindade de Vasconcellos Pereira de Melo, 1861–1863, dann Bischof von Lamego
- Antonio Saverio de Souza Monteiro, 1883–1907
- Sebastião Leite de Vasconcellos, 1907–1919
- José del Patrocinio Dias, 1920–1965
- Manuel Dos Santos Rocha, 1965–1980
- Manuel Franco da Costa de Oliveira Falcão, 1980–1999
- António Vitalino Fernandes Dantas OCarm, 1999–2016
- José dos Santos Marcos, 2016–2024
- Fernando Maio de Paiva, seit 2024